# Телефон звони
Телефон звони је други студијски албум Аде Гегаја.